# Drapelul Bahamasului

Steagul Bahamasului -- Proporțiile steagului - 1:2

Drapelul național al Bahamasului constă dintr-un triunghi negru situat la lance cu trei benzi orizontale: acvamarin, galben și acvamarin. Adoptat în 1973 pentru a înlocui drapelul albastru britanic modificat cu emblema coloniei coroanei a insulelor Bahamas, când Bahamas și-a obținut independența. Proiectarea actualului steag a încorporat elementele diferitelor propuneri făcute într-un concurs național pentru un nou steag înainte de independență.

## Istoria
Bahamas a devenit o colonie a coroanei Regatului Unit în cadrul imperiul său colonial în 1717. Sub dominația colonială, Insulele Bahamas au utilizat drapelul britanic albastru și modificat prin adăugarea emblemei teritoriului. Acest lucru a fost inspirat de alungarea piraților și a constat dintr-o scenă înfățișând o navă britanică vânând două nave pirat spre mare încercuită de motto-ul „Expulsis piratis restituia domen“ („Pirații expulzat, comerțul restaurat“). Emblema a fost proiectat în jurul anului 1850, dar nu a primit aprobarea oficială până în 1964.
Insulele Bahamas au primit autonomie internă în 1964. După alegerile din 1972, teritoriul a început negocierile privind independența. Căutarea pentru un drapel național a început la scurt timp după, cu un concurs organizat pentru a determina noul design. În loc de a alege un singur câștigător, s-a decis ca noul drapel a fost să fie un amestec de elemente din diferite propuneri. Acesta a fost arborat pentru prima dată la miezul nopții, la 10 iulie 1973, ziua când Bahamas a devenit o țară independentă.  Noua țară a schimbat și numele din Insulele Bahamas în Bahamas.

## Design
Culorile drapelului are semnificații culturale, politice și regionale. Auriul face aluzie la soare - strălucește precum și alte resurse naturale importante de pe uscat - în timp ce acvamarinul întruchipează apa care înconjoară țara. Negrul simbolizează „puterea“,  „vigoarea și forța“ poporului din Bahamas, în timp ce triunghiul îndreptat evocă natura lor „întreprinzătoare și determinată“ să cultive resursele naturale abundente de pe pământ și din mare.

## Probleme legale
Drapelul Bahamasului este adesea folosit ca un drapel de conveniență de către navele comerciale străine. În conformitate cu Legea Navelor Comerciale din 1976 (modificată în 1982), orice navă internă sau străină - indiferent de țara de origine sau locul de înregistrare - pot fi înregistrate în Bahamas „fără dificultate“  Mai mult decât atât, echipajul navei nu este restricționat de naționalitate și „membrii echipajului obișnuiți“ nu au „nevoie de cerințe de calificare“. Această lipsă de reglementare a dus la o reputație de „siguranță slab” pentru navele care arborează steagul Bahamasului. Acest lucru a devenit evident în noiembrie 2002, când un petrolier grecesc care a arborat pavilionul Bahamasului s-a rupt în două și s-a scufundat în Oceanul Atlantic în largul coastei spaniole de nord-vest. 60.000 tone de combustibil s-au deversat formând o imensă pată de petrol.

## Steaguri istorice
| Steag | Perioadă  | Folosință                                   | Descriere |
| ----- | --------- | ------------------------------------------- | --- |
|       | 1869-1904 | Steagul Coloniei Coroanei Insulelor Bahamas | Un steag albastru britanic modificat cu emblema coloniei care a constat dintr-o scenă înfățișând o navă britanică vânând două nave pirat spre mare încercuită de motto-ul „Expulsis piratis restituia domen“ ( „Pirații expulzat, comerțul restaurat“). |
|       | 1904-1923 | Steagul Coloniei Coroanei Insulelor Bahamas | Coroana de pe emblemă a fost schimbată cu o coroană Tudor în forma unei cupole. |
|       | 1923–1953 | Steagul Coloniei Coroanei Insulelor Bahamas | Coroana de pe emblemă a fost schimbată cu o coroană în stilul Edward. |
|       | 1953–1964 | Steagul Coloniei Coroanei Insulelor Bahamas | Un steag albastru britanic modificat cu emblema coloniei prezentând coroana unei regine pentru noua regină a imperiului. |